# فكتور أبراموف
فكتور أبراموف هو سياسي روسي، ولد في 18 أغسطس 1956 في Ming-Kush ‏ في قيرغيزستان. نشط حزبياً في روسيا الموحدة. وقد انتخب عضو مجلس اتحاد روسيا ‏ وانتخب عضو مجلس الدوما ‏.